# Стенворд (Нор)
Стенворд (фр. Steenvoorde) — упраздненный кантон во Франции, регион Нор — Па-де-Кале, департамент Нор. Входил в состав округа Дюнкерк.
В состав кантона входили коммуны (население по данным Национального института статистики за 2011 г.):
- Бешеп (2193 чел.)
- Виннезель (1215 чел.)
- Годеверсвельд (2026 чел.)
- Сен-Сильвестр-Каппель (1082 чел.)
- Стенворд (4071 чел.)
- Тердегем (567 чел.)
- Удезель (665 чел.)
- Уткерк (997 чел.)
- Эек (1 166 чел.)

## Экономика
Структура занятости населения:
- сельское хозяйство — 9,6 %
- промышленность — 28,3 %
- строительство — 8,8 %
- торговля, транспорт и сфера услуг — 31,3 %
- государственные и муниципальные службы — 21,9 %

Уровень безработицы (2010) - 8,7 % (Франция в целом - 12,1 %, департамент Нор - 15,5 %). 

Среднегодовой доход на 1 человека, евро (2010) -  22 699 (Франция в целом - 23 780, департамент Нор - 21 164).

## Политика
Жители кантона придерживаются правых взглядов. На президентских выборах 2012 г. они отдали в 1-м туре Николя Саркози 29,3 % голосов против 25,0 % у Франсуа Олланда и 22,4 % у Марин Ле Пен, во 2-м туре в кантоне победил Саркози, получивший 52,8 % голосов (2007 г. 1 тур: Саркози - 30,4 %, Сеголен Руаяль - 22,5 %; 2 тур: Саркози - 54,8 %). На выборах в Национальное собрание в 2012 г. по 15-му избирательному округу департамента Нор жители кантона поддержали независимого правого кандидата Жана-Пьера Батая, получившего 39,2 % голосов в 1-м туре и 57,4 % - во 2-м туре. (2007 г. 14-й округ. Жан-Пьер Декуль (СНД): 1-й тур - 57,3 %). На региональных выборах 2010 года в 1-м туре победил список «правых» во главе с СНД, собравший 33,3 % голосов против 24,1 % у занявшего второе место списка социалистов. Во 2-м туре единый «левый список» с участием социалистов, коммунистов и «зелёных» во главе с Президентом регионального совета Нор-Па-де-Кале Даниэлем Першероном получил 41,0 % голосов, «правый» список во главе с сенатором Валери Летар занял второе место с 39,3 %, а Национальный фронт Марин Ле Пен с 19,7 % финишировал третьим.
|  | Кандидат         | Партия                         | % голосов |
|  | ---------------- | ------------------------------ | --------- |
|  | Жан-Марк Госсе   | Радикальная партия             | 57,18     |
|  | Жак Плади        | Социалистическая партия        | 22,41     |
|  | Люк ван Ингеланд | Союз за французскую демократию | 11,18     |
|  | Дидье Лежьен     | Национальный фронт             | 6,45      |
|  | Даниэль Вени     | Коммунистическая партия        | 2,79      |